# Walenty Wójcik (duchowny)
Walenty Wójcik (ur. 9 września 1914 w Byszówce, zm. 22 listopada 1990 w Sandomierzu) – polski duchowny rzymskokatolicki, profesor nauk prawnych, biskup pomocniczy sandomierski w latach 1961–1990 (od 1981 biskup pomocniczy sandomiersko-radomski).

## Życiorys
Urodził się 9 września 1914 w Byszówce w rodzinie Waleriana i Franciszki z Osuchów. W latach 1926–1931 uczęszczał do Państwowego Gimnazjum Męskiego w Sandomierzu, w 1931 przeniósł się do Gimnazjum Biskupiego w Sandomierzu, gdzie w 1934 złożył egzamin dojrzałości,. Następnie w latach 1934–1939 odbył studia filozoficzno-teologiczne w Wyższym Seminarium Duchownym w Sandomierzu, w ich trakcie pełnił funkcję dziekana alumnatu. 11 czerwca 1939 został wyświęcony na prezbitera w Sandomierzu przez biskupa Jana Kantego Lorka, administratora apostolskiego diecezji sandomierskiej. Inkardynowany został do diecezji sandomierskiej. Studia w zakresie historii Kościoła na Wydziale Teologicznym Uniwersytetu Warszawskiego uniemożliwił wybuch wojny. Od 1946 studiował na Wydziale Prawa Kanoniczego Katolickiego Uniwersytetu Lubelskiego, gdzie w tym samym roku uzyskał magisterium, a w 1948 doktorat z nauk prawnych na podstawie dysertacji Prawo celibatu w Polsce średniowiecznej. Wprowadzenie i rozwój historyczny. Tamże w 1961 habilitował się po przedłożeniu rozprawy Rozwój pomocy świeckiej dla Kościoła w Polsce do roku 1565 (stopień zatwierdzony przez władze państwowe w 1970). W 1972 został profesorem nadzwyczajnym, a w 1979 profesorem zwyczajnym nauk prawnych.
Pracował jako wikariusz w parafiach: Świętych Piotra i Pawła w Bidzinach w latach 1939–1940 (pełnił posługę duszpasterską w wakującej sąsiedniej  parafii Przemienia Pańskiego w Przybysławicach), św. Józefa w Skarżysku-Kamiennej w 1940, św. Ludwika w Bliżynie w latach 1940–1944 (był administratorem parafii i prefektem w szkołach powszechnej i zawodowej) oraz Najświętszego Serca Jezusowego w Skarżysku-Kamiennej w latach 1944–1945. W sandomierskim sądzie biskupim był zatrudniony początkowo na stanowisku notariusza, a następnie również sędziego prosynodalnego.
Od 1948 był wykładowcą w Wyższym Seminarium Duchownym w Sandomierzu, gdzie prowadził zajęcia z prawa kanonicznego, prawa wyznaniowego, patrologii, metodyki pracy naukowej, wstępu do nauk prawnych i publicznego prawa kościelnego, a także zajmował stanowiska prefekta i kierownika biblioteki. W latach 1959–1984 był pracownikiem naukowym Wydziału Prawa Kanonicznego Katolickiego Uniwersytetu Lubelskiego, od 1970 pełnił funkcję kierownika Katedry Historii Źródeł Kościelnego Prawa Polskiego. Należał do Towarzystwa Naukowego Katolickiego Uniwersytetu Lubelskiego. Zajmował się historią ustawodawstwa kościelnego i instytucji kościelnych w Polsce i w Kościele powszechnym oraz współczesną posoborową reformą prawa kanonicznego. Ceniony za badania w zakresie ustawodawstwa synodalnego w Polsce. W jego dorobku znajduje się ponad 300 publikacji. W latach 1956–1961 wchodził w skład komitetu redakcyjnego „Roczników Teologiczno-Kanonicznych”, a w latach 1980–1989 „Studiów Sandomierskich”.
26 października 1960 papież Jan XXIII mianował go biskupem pomocniczym diecezji sandomierskiej ze stolicą tytularną Baris in Hellesponto. Święcenia biskupie otrzymał 2 lutego 1961 w bazylice katedralnej Narodzenia Najświętszej Maryi Panny w Sandomierzu. Konsekrował go biskup diecezjalny sandomierski Jan Kanty Lorek, w asyście biskupa diecezjalnego lubelskiego Piotra Kałwy i biskupa Franciszka Jopa, delegata prymasa Polski z uprawnieniami biskupa rezydencjalnego w Opolu. Na swoją dewizę biskupią wybrał słowa „Fides inflammata caritate” (Wiara rozpłomieniona miłością). W latach 1961–1990 piastował urząd wikariusza generalnego diecezji. Był przewodniczącym diecezjalnej komisji ds. śpiewu i muzyki kościelnej, pełnił funkcję egzaminatora prosynodalnego, należał do kolegium konsultorów, rady kapłańskiej i rady duszpasterskiej. W 1966 został ustanowiony kanonikiem gremialnym sandomierskiej kapituły katedralnej (w 1970 został jej scholastykiem, w 1973 archidiakonem, a w 1977 dziekanem). Po śmierci biskupa Piotra Gołębiowskiego, od 3 listopada 1980 do 1 kwietnia 1981, zarządzał diecezją jako wikariusz kapitulny.
W Konferencji Episkopatu Polski uczestniczył w pracach Komisji Prawnej, Rady Naukowej i Komisji ds. Rewizji Kodeksu Prawa Kanonicznego. W 1967 został konsultorem Papieskiej Komisji ds. Rewizji Kodeksu Prawa Kanonicznego. W 1962 i 1963 brał udział w I i II sesji soboru watykańskiego II.
Był współkonsekratorem podczas sakry biskupa pomocniczego sandomierskiego Stanisława Sygneta (1976).
Zmarł 22 listopada 1990 w Sandomierzu. 24 listopada 1990 został pochowany w podziemiach katedry sandomierskiej.